# Черновське (Большеболдинський район)
Черновське (рос. Черновское) — село в Большеболдинському районі Нижньогородської області Російської Федерації.
Населення становить 487 осіб. Входить до складу муніципального утворення Черновська сільрада.

## Історія
Від 2009 року входить до складу муніципального утворення Черновська сільрада.

## Населення
| 1999 | 2002 | 2010 |
| ---- | ---- | ---- |
| 445  | ↗452 | ↗487 |